# Stuart Görling
John Stuart Daniel Görling, född 2 juli 1917 i Nyköping, död 4 april 2002 i Hägerstens församling i Stockholm, var en svensk kompositör och arrangör av filmmusik.
Stuart Görling är gravsatt i minneslunden på Brännkyrka kyrkogård. Han var bror till kompositörerna och musikerna Nathan Görling, Miff Görling och Zilas Görling. 

## Filmmusik
- 1954 – Flicka utan namn
- 1955 – Kvinnodröm
- 1956 – På heder och skoj
- 1956 – Kulla-Gulla
- 1956 – 7 vackra flickor